# James Navagh
James Johnston Navagh, né le 4 avril 1901 à Buffalo dans l'État de New York aux États-Unis et mort le 2 octobre 1965 à Rome en Italie, est un évêque catholique américain du XXe siècle, évêque d'Ogdensburg de 1957 à 1963, puis de Paterson (en) jusqu'à sa mort.

## Biographie
Après avoir obtenu un baccalauréat des arts du collège Canisius et une maîtrise de l'Université de Niagara, James Navagh reçoit l'ordination sacerdotale le 21 décembre 1929. Il fut curé à l'église Sainte-Croix de Buffalo jusqu'en 1937. En 1939 il devient le premier directeur de l'apostolat missionnaire de son diocèse et la même année fut pasteur de l'église Saint-Joseph à Fredonia (New York),.
Le 29 juillet 1952, James Navagh est nommé évêque titulaire d'Ombi (de) et évêque auxiliaire de Raleigh par le pape Pie XII, il reçoit la consécration épiscopale des mains du cardinal Amleto Cicognani le 24 septembre 1953. Le 2 mai 1957 il est transféré au diocèse d'Ogdensburg. Puis le 12 février 1963 il devient évêque de Paterson (en), fonction qu'il assumera jusqu'à son décès en 1965.

## Mort
James Navagh meurt à l'âge de 64 ans d'une crise cardiaque, à Rome, alors qu'il participait au Concile Vatican II.